# Clarendon (Texas)
Clarendon é uma cidade localizada no estado norte-americano do Texas, no Condado de Donley.

## Demografia
Segundo o censo norte-americano de 2000, a sua população era de 1974 habitantes.
Em 2006, foi estimada uma população de 2000, um aumento de 26 (1.3%).

## Geografia
De acordo com o United States Census Bureau tem uma área de
7,8 km², dos quais 7,5 km² cobertos por terra e 0,3 km² cobertos por água. Clarendon localiza-se a aproximadamente 833 m acima do nível do mar.

## Localidades na vizinhança
O diagrama seguinte representa as localidades num raio de 36 km ao redor de Clarendon.